# Урмила
Урми́ла — дочь правителя Митхилы царя Джанаки и младшая сестра Ситы в индуистском эпосе «Рамаяна». 
Принцесса Урмила была женой Лакшманы — младшего брата Рамы. У них было двое сыновей, Ангад и Дхармакету.
Согласно одной из версий, изложенной в "Рамаяне", после того, как Лакшмана отправился с Рамой в изгнание на четырнадцать лет, Урмила погрузилась в медитацию самадхи  (йогический транс) и потеряла сознание. Сознание вернулось к ней только после того, как её муж вернулся домой. Таким образом, она как бы взяла на себя всю усталость Лакшмана, который верно и неустанно служил Раме и Сите в течение всего периода их изгнания в лесу.
Упоминается также в "Йога-Васиштхе".